# Kineke Alexander
Kineke Alicia Alexander (Kingstown, 21 febbraio 1986) è una velocista sanvincentina, primatista nazionale dei 400 metri piani.

## Progressione

### 400 metri piani
| Stagione | Tempo | Luogo      | Data      | Rank. Mond. |
| -------- | ----- | ---------- | --------- | ----------- |
| 2016     | 51"40 | San Marcos | 20-5-2016 | 41ª         |
| 2015     | 51"50 | Toronto    | 23-7-2015 | 47ª         |
| 2014     | 51"23 | San Marcos | 26-4-2014 | 24ª         |
| 2013     | 51"62 | Mosca      | 10-8-2013 | 43ª         |
| 2012     | 52"57 | Houston    | 17-5-2012 | 144ª        |
| 2010     | 53"09 | Des Moines | 24-4-2010 |             |
| 2009     | 52"44 | Berlino    | 15-8-2009 | 104ª        |
| 2008     | 52"24 | Lincoln    | 31-5-2008 | 112ª        |
| 2007     | 51"80 | Sacramento | 8-6-2007  | 64ª         |
| 2006     | 51"35 | Sacramento | 10-6-2006 | 38ª         |
| 2005     | 51"71 | Sacramento | 10-6-2005 | 62ª         |
| 2004     | 53"63 | Hamilton   | 9-4-2004  |             |
| 2003     | 54"93 |            | 2003      |             |
| 2002     | 55"42 | Bridgetown | 5-7-2002  |             |
| 2001     | 57"54 | Debrecen   | 12-7-2001 |             |

## Palmarès
| Anno | Manifestazione          | Sede           | Evento      | Risultato  | Prestazione | Note                                     |
| ---- | ----------------------- | -------------- | ----------- | ---------- | ----------- | ---------------------------------------- |
| 2001 | Mondiali allievi        | Debrecen       | 200 m piani | Semifinale | dns         |                                          |
| 2001 | Mondiali allievi        | Debrecen       | 400 m piani | Batteria   | 57"54       | Miglior prestazione personale            |
| 2003 | Mondiali allievi        | Sherbrooke     | 200 m piani | Batteria   | 25"10       | Miglior prestazione personale stagionale |
| 2003 | Mondiali allievi        | Sherbrooke     | 400 m piani | Semifinale | 57"49       |                                          |
| 2004 | Mondiali juniores       | Grosseto       | 400 m piani | Semifinale | 56"42       |                                          |
| 2005 | Campionati CAC          | Nassau         | 400 m piani | Batteria   | 53"43       |                                          |
| 2005 | Mondiali                | Helsinki       | 400 m piani | Batteria   | 54"45       |                                          |
| 2006 | Giochi del Commonwealth | Melbourne      | 400 m piani | Semifinale | 53"19       |                                          |
| 2006 | Giochi CAC              | Cartagena      | 400 m piani | Bronzo     | 52"04       |                                          |
| 2007 | Campionati NACAC        | San Salvador   | 400 m piani | Bronzo     | 53"52       |                                          |
| 2007 | Giochi panamericani     | Rio de Janeiro | 400 m piani | Batteria   | 52"37       |                                          |
| 2007 | Mondiali                | Osaka          | 400 m piani | Batteria   | 52"51       |                                          |
| 2008 | Campionati CAC          | Cali           | 400 m piani | Batteria   | 52"68       |                                          |
| 2008 | Giochi olimpici         | Pechino        | 400 m piani | Batteria   | 52"87       |                                          |
| 2009 | Mondiali                | Berlino        | 400 m piani | Semifinale | 53"43       |                                          |
| 2011 | Campionati CAC          | Mayagüez       | 400 m piani | Batteria   | 55"41       |                                          |
| 2011 | Giochi panamericani     | Guadalajara    | 400 m piani | Batteria   | 53"42       | Miglior prestazione personale stagionale |
| 2012 | Mondiali indoor         | Istanbul       | 400 m piani | Batteria   | 55"88       |                                          |
| 2012 | Giochi olimpici         | Londra         | 400 m piani | Batteria   | dnf         |                                          |
| 2013 | Campionati CAC          | Morelia        | 200 m piani | Oro        | 23"00       | Miglior prestazione personale            |
| 2013 | Campionati CAC          | Morelia        | 400 m piani | Bronzo     | 52"81       |                                          |
| 2013 | Mondiali                | Mosca          | 200 m piani | Batteria   | 23"42       |                                          |
| 2013 | Mondiali                | Mosca          | 400 m piani | Semifinale | 51"64       |                                          |
| 2014 | Mondiali indoor         | Sopot          | 400 m piani | Batteria   | 52"80       | Miglior prestazione personale stagionale |
| 2014 | Giochi del Commonwealth | Glasgow        | 200 m piani | Semifinale | 23"58       |                                          |
| 2014 | Giochi del Commonwealth | Glasgow        | 400 m piani | 5ª         | 52"78       |                                          |
| 2014 | Giochi CAC              | Veracruz       | 400 m piani | 6ª         | 54"21       |                                          |
| 2015 | Giochi panamericani     | Toronto        | 400 m piani | Bronzo     | 51"50       | Miglior prestazione personale stagionale |
| 2015 | Campionati NACAC        | San José       | 400 m piani | 4ª         | 52"51       |                                          |
| 2015 | Mondiali                | Pechino        | 200 m piani | Batteria   | 23"30       |                                          |
| 2015 | Mondiali                | Pechino        | 400 m piani | Batteria   | 52"24       |                                          |
| 2016 | Giochi olimpici         | Rio de Janeiro | 400 m piani | Batteria   | 52"45       |                                          |
| 2018 | Mondiali indoor         | Birmingham     | 400 m piani | Batteria   | 55"46       |                                          |
| 2018 | Giochi del Commonwealth | Gold Coast     | 400 m piani | Semifinale | 54"35       |                                          |
| 2018 | Giochi CAC              | Barranquilla   | 400 m piani | Batteria   | 54"78       |                                          |
| 2018 | Campionati NACAC        | Toronto        | 400 m piani | 7ª         | 55"36       |                                          |